# Partido de Suipacha
Partido de Suipacha är en kommun i Argentina.   Den ligger i provinsen Buenos Aires, i den centrala delen av landet, 130 km väster om huvudstaden Buenos Aires. Antalet invånare är 8 904.